# Vöröspofájú vöcsök
A vöröspofájú vöcsök vagy ausztrál vöcsök (Tachybaptus novaehollandiae) a vöcsökalakúak (Podicipediformes) rendjébe, ezen belül a vöcsökfélék (Podicipedidae) családjába tartozó faj.

## Rendszerezése
A fajt James Francis Stephens angol ornitológus írta le 1826-ban, a Podiceps nembe Podiceps novaehollandiae néven.

## Alfajai
- Tachybaptus novaehollandiae javanicus (Mayr, 1943)  - Jáva
- Tachybaptus novaehollandiae fumosus (Mayr, 1943) - Talaud és Sangihe szigetek (Indonézia)
- Tachybaptus novaehollandiae incola (Mayr, 1943) - Új-Guinea északi része
- Tachybaptus novaehollandiae novaehollandiae (Stephens, 1826) - Új-Guinea déli része, Ausztrália, Tasmania és Új-Zéland
- Tachybaptus novaehollandiae leucosternos (Mayr, 1931) - Vanuatu és Új-Kaledónia
- Tachybaptus novaehollandiae rennellianus (Mayr, 1943) - Rennell-szigetek (Salamon-szigetek)

## Előfordulása
Ausztrália, Új-Zéland, Indonézia, Pápua Új-Guinea és a környező szigetek területén honos.
A természetes élőhelye édesvizű tavak és mocsarak. Vonuló faj.

## Megjelenése
Testhossza 27 centiméter, testtömege 100–230 gramm.

## Életmódja
Jól úszik és bukik, főleg kisebb halakkal táplálkozik, kagylókat is fogyaszt.

## Szaporodása
A fészkét, amely egyfajta úszófészek, a nyílt víztükör közelében, vízinövényekből építi.
|  |  |

## Természetvédelmi helyzete
Az elterjedési területe rendkívül nagy, egyedszáma növekszik. A Természetvédelmi Világszövetség Vörös listáján nem fenyegetett fajként szerepel.